# Janov (okres Děčín)
Janov (německy Jonsdorf) je obec v okrese Děčín v Ústeckém kraji. Žije v ní 341 obyvatel.

## Poloha
Vesnice Janov nachází na hranici národního parku České Švýcarsko přibližně tři kilometry jihovýchodně od pohraniční obce Hřensko. Rozprostírá se na skalní plošině nad údolím řeky Kamenice a Janovského potoka.

## Historie

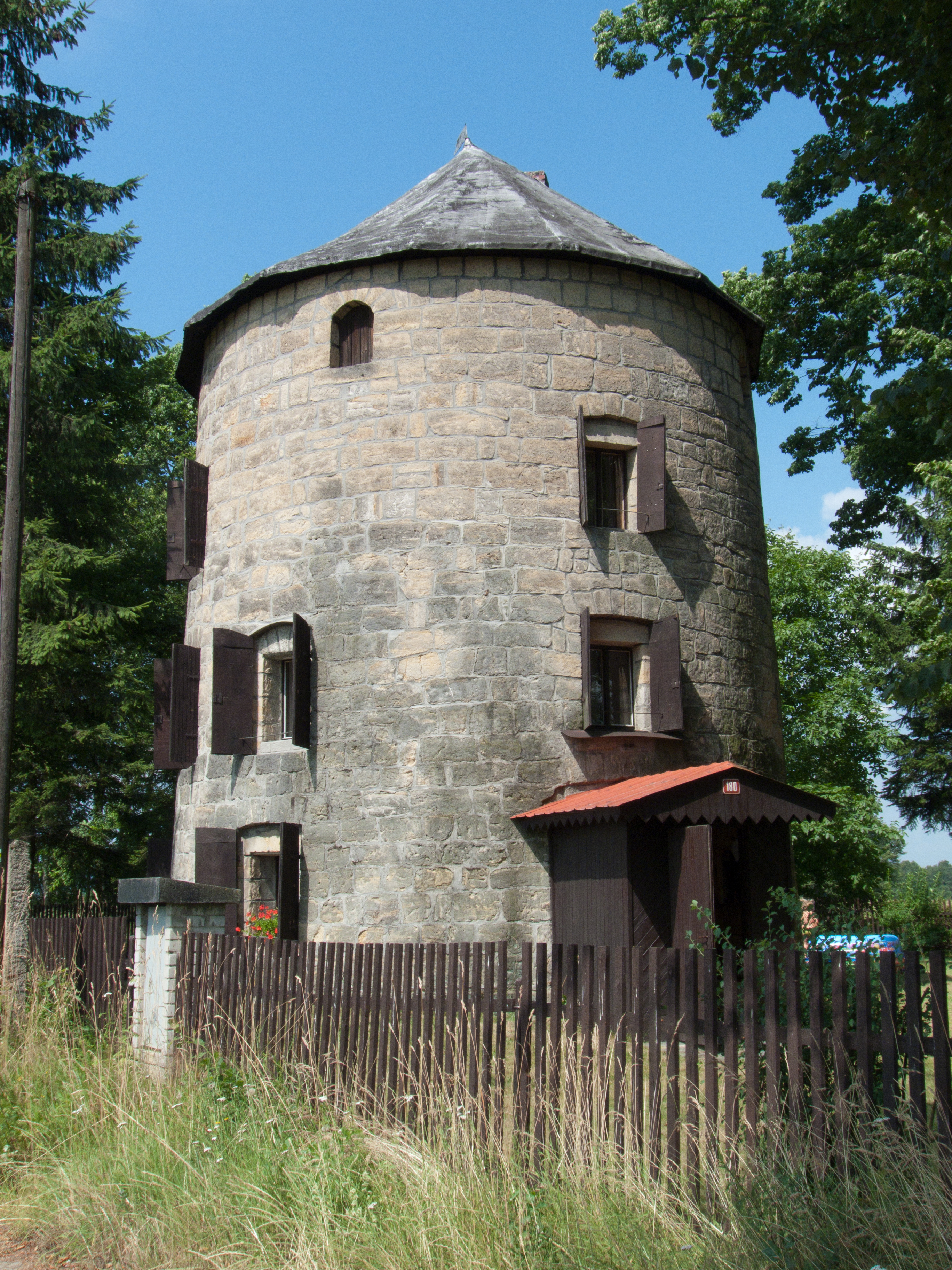
Bývalý větrný mlýn

Období založení obce sahá do poloviny 14. století. Na počátku 15. století byla vesnice majetkem rodové linie Berků z Dubé, kteří byli nuceni majetek zastavit a ten připadl pánům z Vartenberka.
V letech 1450–1511 spadalo toto území do správního celku Děčína. Mezi lety 1511–1515 se nakrátko stal majitelem Mikuláš Trčka z Lípy, který ho prodal pánům ze Salhausenu. Ti významně přispěli k pozvednutí hospodářství v kraji.
Od roku 1612 se majitelé Janova a přilehlých obcí často měnili. Po roce 1623 byl Janov přiřazen k českokamenickému panství. Byl využíván pro pobyt plavců a vorařů, kteří byli potřební k plavení dříví na Kamenici. Vlastníkem českokamenického panství se stal Jan Oktavián hrabě Kinský. Rod Kinských si udržel majetek až do roku 1945. Po druhé světové válce v obci došlo k vyhnání původních starousedlíků německé národnosti a ke kompletní výměně obyvatel.
Od roku 2013 je v obci celoročně volně přístupná rozhledna, která se nachází na Janovském vrchu v blízkosti obecního úřadu. Celková výška rozhledny je 40 metrů a vyhlídka se nachází ve 30 metrech. Pro turisty je k nalezení na žluté turistické stezce z Hřenska, která dále pokračuje do indiánské vesničky Rosehill v Hájenkách a do Divoké soutěsky řeky Kamenice s plavbou na pramičkách. Z rozhledny je výhled na Děčínský Sněžník, Stříbrné stěny, Pravčickou bránu, Růžovský vrch, část Lužických hor a stolové hory v Sasku.

## Obyvatelstvo
Při sčítání lidu v roce 1921 ve vsi žilo 998 obyvatel (z toho 447 mužů), z nichž byli tři Čechoslováci, 983 Němců a dvanáct cizinců. Kromě 33 evangelíků a šesti lidí bez vyznání byli římskými katolíky. Podle sčítání lidu z roku 1930 měla vesnice 962 obyvatel: šest Čechoslováků, 949 Němců a sedm cizinců. Většina (846 osob) se hlásila k římskokatolické církvi, ale kromě ní zde bylo také 39 evangelíků a 77 lidí bez vyznání.
| Rok            | 1869  | 1880  | 1890  | 1900  | 1910  | 1921 | 1930 | 1950 | 1961 | 1970 | 1980 | 1991 | 2001 | 2011 | 2021 |
| -------------- | ----- | ----- | ----- | ----- | ----- | ---- | ---- | ---- | ---- | ---- | ---- | ---- | ---- | ---- | ---- |
| Počet obyvatel | 1 124 | 1 205 | 1 177 | 1 147 | 1 213 | 998  | 962  | 361  | 295  | 242  | 163  | 116  | 185  | 289  | 315  |
| Počet domů     | 189   | 200   | 203   | 209   | 214   | 214  | 214  | 189  | 84   | 69   | 53   | 46   | 184  | 191  | 207  |

## Obecní správa a politika
V letech 2006–2010 byl starostou Jaroslav Veselý, v letech 2010–2014 funkci zastával František Zachula st., v letech 2014–2024 byla starostkou Ladislava Kotková, od roku 2024 je starostkou Jana Zámečníková.

## Pamětihodnosti
- Kaple svatého Jana Křtitele
- Větrný mlýn holandského typu z roku 1844
- Venkovská usedlost čp. 2
- Venkovská usedlost čp. 88
- Venkovská usedlost čp. 116
- Venkovská usedlost čp. 126
- Venkovská usedlost čp. 179
- Dub – památný strom[8]

## Další fotografie

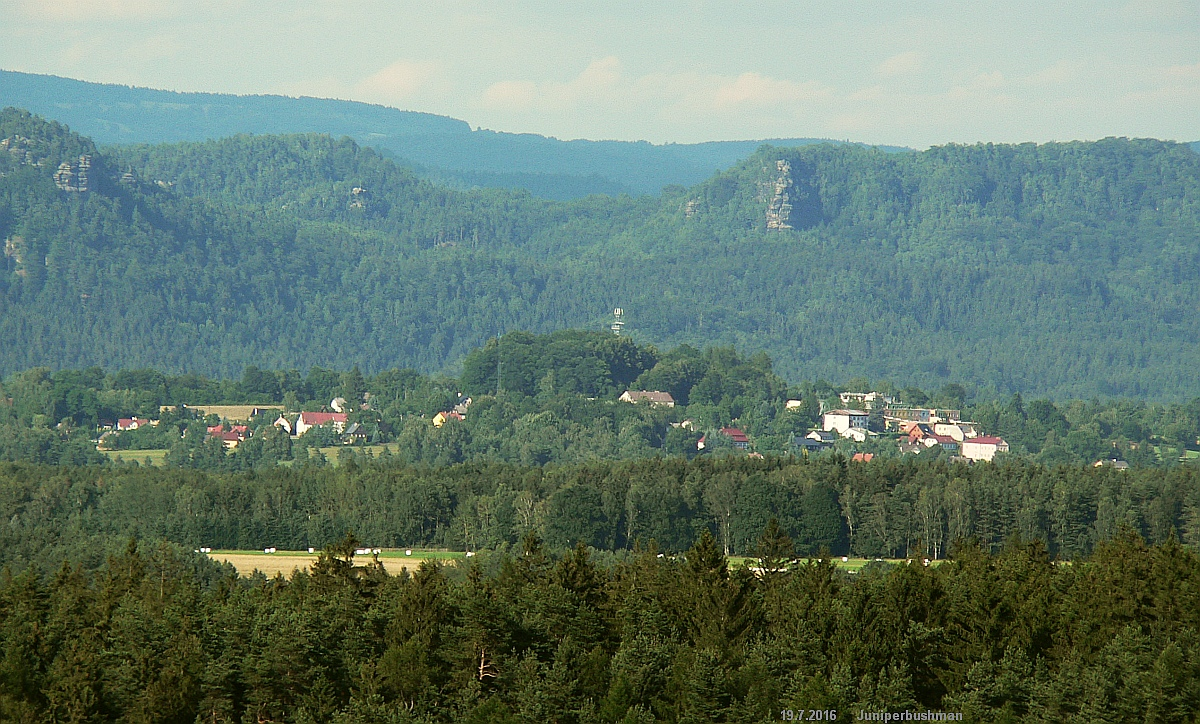
Pohled na Janov od Maxiček
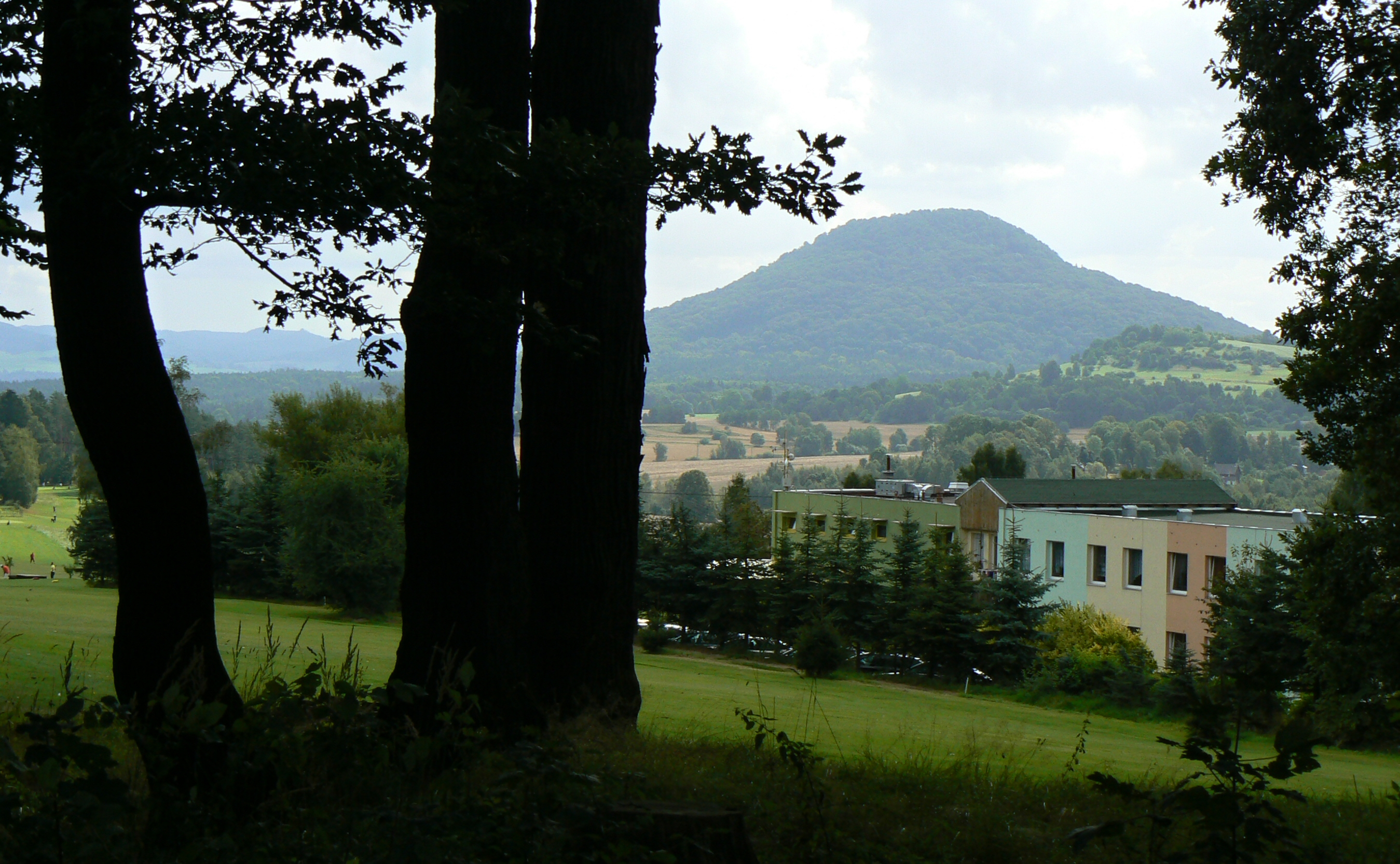
Růžovský vrch od Janova
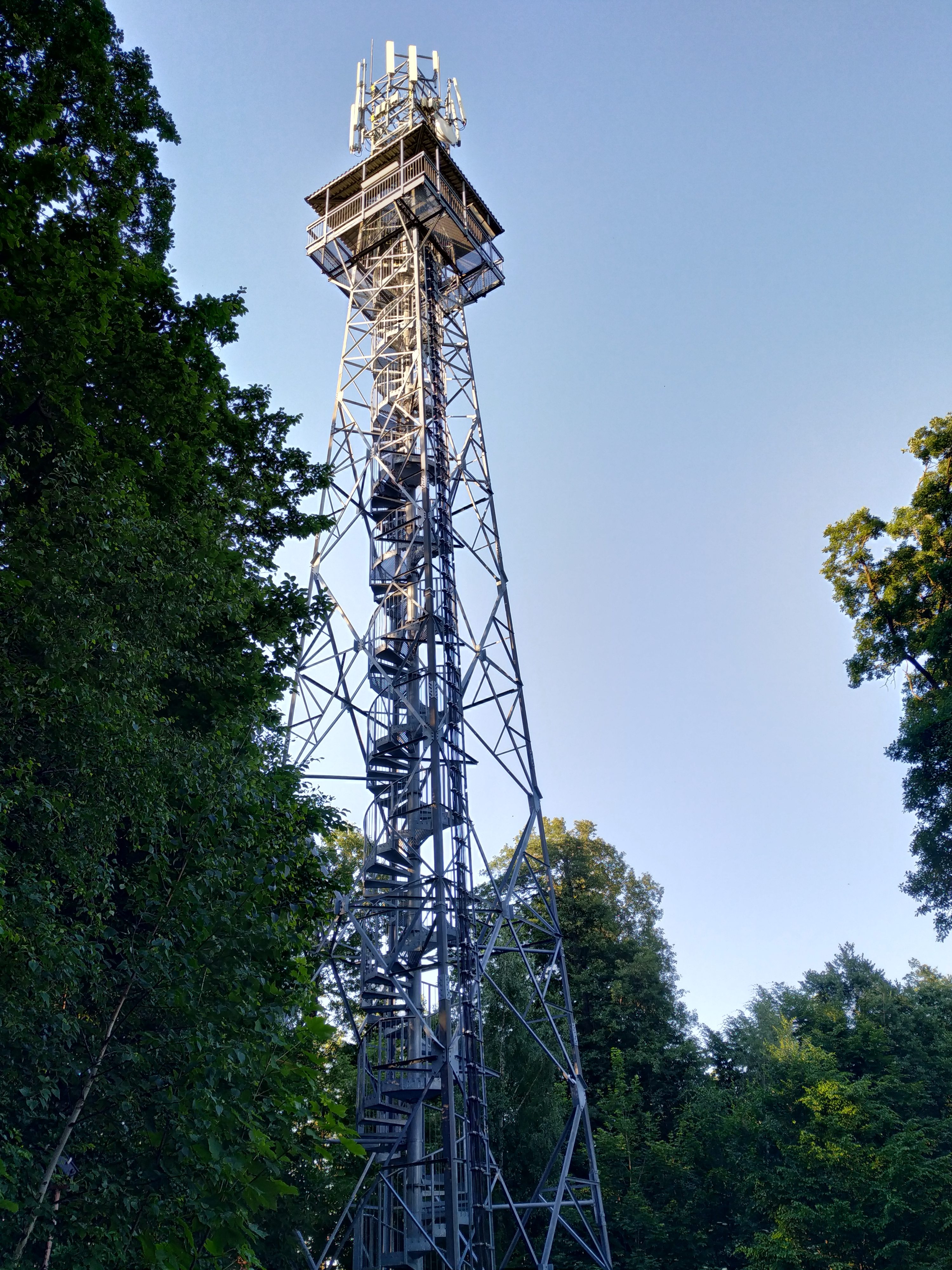
Janovská rozhledna
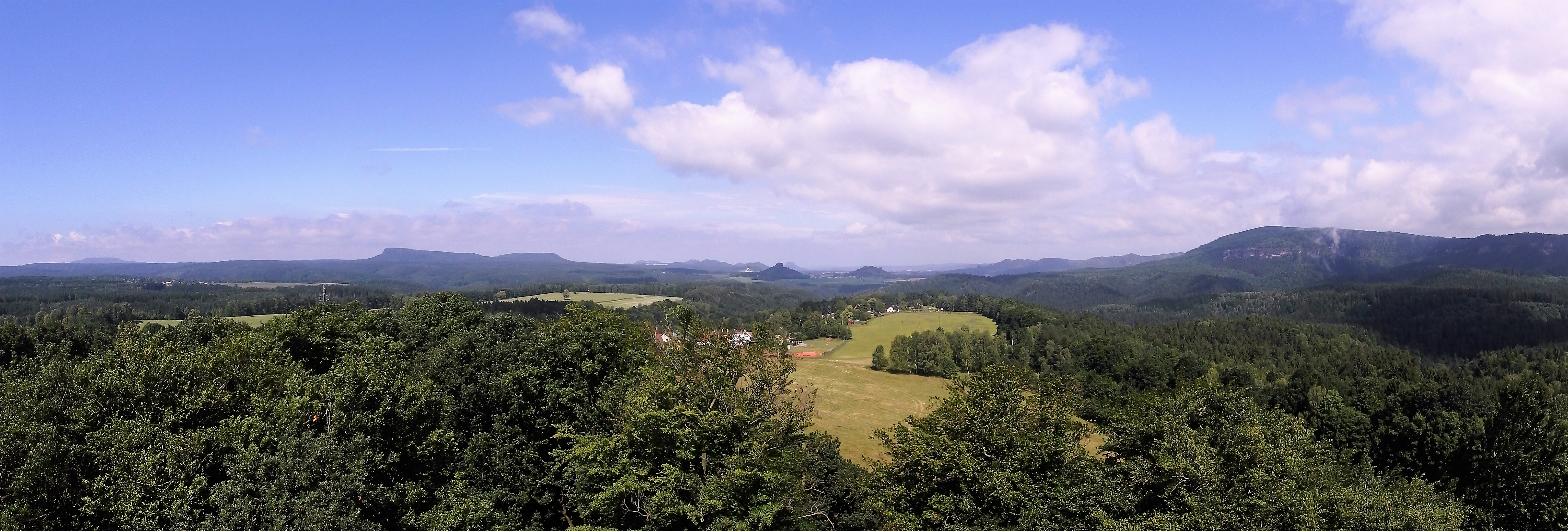
Pohled z janovské rozhledny směrem na severozápad
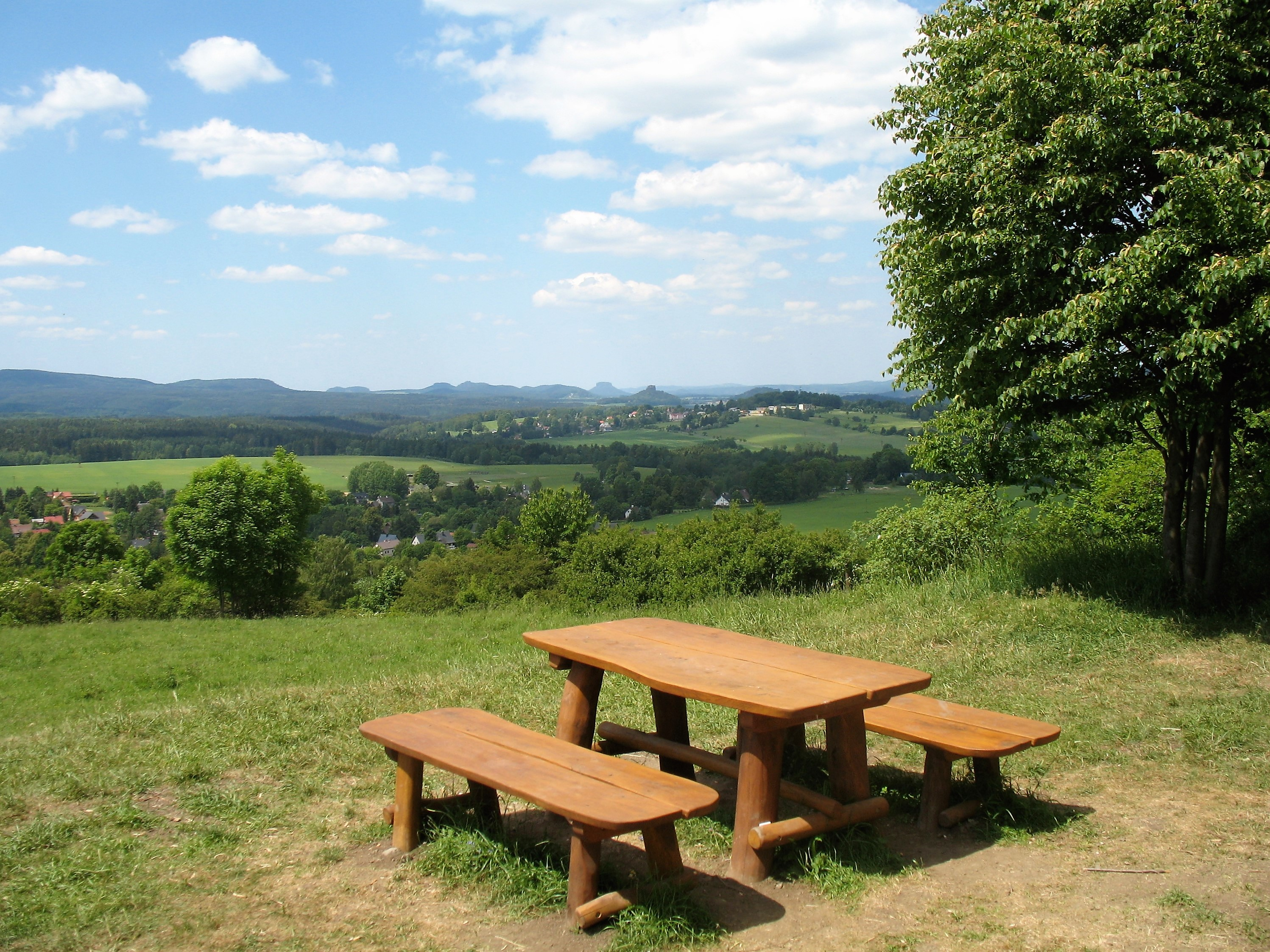
Pohled na Janov od rozhledny Růženka v Růžové